# 펜타쿼크

펜타쿼크(Pentaquark)는 인간이 만든 아원자 입자로, 4개의 쿼크와 1개의 반쿼크가 결합하여 있다.쿼크에는 +1/3의 중입자수를 가지고 있고 반쿼크에는 -1/3의 중입자수를 가지고 있다. 펜타쿼크는 총 1개의 중입자수를 가지며, 펜타쿼크는 중입자가 된다.

## 역사
펜타쿼크라는 이름은 1987년 해리 J. 립킨(Harry J. Lipkin)과 클로드 기누스외 에 의해 만들어졌다. 그러나 머레이 겔만이 쿼크의 존재를 처음 가정했을 때인 1964년에 5쿼크 입자의 가능성이 확인되었다. 비록 수십 년 동안 예측되었지만, 펜타쿼크는 발견하기가 놀랄 만큼 어려운 것으로 판명되었고 일부 물리학자들은 알려지지 않은 자연의 법칙이 그들의 생산을 방해한다고 의심하기 시작했다.
펜타쿼크 발견에 대한 첫 번째 주장은 2003년 일본의 LEPS에서 기록되었고, 2000년대 중반의 몇몇 실험에서도 다른 펜타쿼크의 발견이 보고되었다. 그러나 다른 이들은 LEPS의 결과를 복제할 수 없었고, 다른 펜타쿼크 발견은 잘못된 데이터와 통계 분석으로 인해 받아들여지지 않았다. 2015년 7월 13일, CERN의 LHCb 협업에서 바닥람다 중입자의 붕괴에서 펜타쿼크 상태와 일치하는 결과를 보고하였다(Λ0
b).
2019년 3월 26일, LHCb 공동작업은 이전에는 관찰되지 않았던 새로운 펜타쿼크의 발견을 발표했다.그들의 관측치는 새로운 입자의 발견을 주장하는 데 필요한 임계값(5 시그마)을 통과한다.

## 구조
다른 쿼크의 조합으로 다양한 종류의 펜타쿼크가 가능하며, 어떤 쿼크가 주어진 펜타쿼크를 구성하는지 식별하기 위해 물리학자들은 qqqqq라는 표기법을 사용한다. 기호 u, d, s, c, b, t는 위 쿼크, 아래 쿼크, 기묘 쿼크, 맵시 쿼크, 바닥 쿼크, 꼭대기 쿼크를 각각 나타내며 u, d, s, c, b, t는 각각의 반쿼크에 해당된다. 예를 들어, 두 개의 위 쿼크, 하나의 아래 쿼크, 하나의 맵시 쿼크, 그리고 하나의 맵시 반쿼크로 만들어진 펜타쿼크는 uudcc로 알려질 것이다.
쿼크는 강한 힘에 의해 결합되며, 입자의 색전하를 상쇄하는 방식으로 작용한다. 중간자에서, 이것은 쿼크가 반대 색 전하(예: 파랑과 반파랑)를 가진 반입자와 닮다는 것을 의미하며, 중입자에서는 세 개의 쿼크가 빨강, 파랑, 녹색 세 가지 색 전하 모두를 가지고 있다. 펜타쿼크의 경우 색상도 상쇄해야 하며, 실현 가능한 유일한 조합은 한 가지 색상의 쿼크 1개, 두 번째 색상의 쿼크 1개, 세 번째 색상의 쿼크 2개, 잉여 색상(예: 반색)에 대응하기 위한 반입자 1개를 갖는 것이다.
펜타쿼크의 결합 메커니즘은 아직 명확하지 않다. 이들은 5개의 쿼크로 단단히 결합되어 있을 수도 있지만, 더 느슨하게 결합되어 있고, 파이 중간자 교환(원자핵을 결합하는 동일한 힘)을 통해 상대적으로 약한 상호작용을 하는 2쿼크 중간자로 구성될 수도 있다.
펜타쿼크는 또한 중성자 별의 형성 과정의 일부로서 초신성에 의해 자연적으로 생성될 수 있다. 펜타쿼크의 과학적 연구는 이러한 별들이 어떻게 형성되는지에 대한 통찰력을 제공할 수 있을 뿐만 아니라 입자 상호작용과 강한 힘에 대한 더 철저한 연구를 가능하게 할 수 있다.

## 같이 보기
- 중입자
- 별난 물질
- 입자 목록
- 테트라쿼크